# Oskoršnica
Oskóršnica je naselje v Sloveniji.